# Crotalaria hebecarpa
Crotalaria hebecarpa är en ärtväxtart som först beskrevs av Dc., och fick sitt nu gällande namn av Velva Elaine Rudd. Crotalaria hebecarpa ingår i släktet sunnhampor, och familjen ärtväxter. Inga underarter finns listade i Catalogue of Life.